# Ambapali
Ambapali, Ambapalika o Amrapali (Vaishali, siglo V a. C.) fue una bailarina y  nagarvadhu (cortesana real) india,  se cree que fue seguidora de Buda convirtiéndose en arhat.
Según aparece en textos cuando conoció a Buda lo alimentó y lo orientó a un huerto de mangos donde meditar.
Hicieron una película sobre ella en 1966. 